# Île Martinet
L'île Martinet est une ancienne île fluviale française de la Marne située sur le territoire communal de Charenton-le-Pont (Val-de-Marne).

## Histoire
L'île Martinet s'est constituée par la réunion au cours de la première moitié du XIXe siècle  d'îlots en aval du pont de Charenton, principalement deux îlots allongés de part et d'autre d'un étroit chenal. Un moulin à eau qui dépendait du Séjour du Roi était établi sur le chenal entre la rive droite de la Marne et un de ces îlots. 
L'île Martinet était située entre le bras de Gravelle, bras secondaire de la Marne, et le cours principal de la rivière avant le creusement du canal de Saint-Maurice puis entre la Marne et ce canal de son ouverture en 1864 à son comblement vers 1950. Elle s'étendait entre l'écluse de Charenton ou écluse numéro 1 à l'entrée du canal, située un peu en aval du confluent avec la Seine, et le pont de Charenton en amont.
Elle était bordée par un large bassin de ce canal, lieu de stationnement de péniches, de déchargements et de déchargements.
Le canal est remblayé vers 1950 et la route nationale 4 est établie à son emplacement. Cette route est remplacée en 1974-1975 par la large l'autoroute A 4.

## L'île Martinet dans la littérature
L'action du roman L'Écluse numéro 1 de Simenon se déroule en 1933 principalement dans le milieu des mariniers dont les péniches étaient amarrées dans le bassin du canal Saint-Maurice, nommé « canal de la Marne », entre l'île Martinet et le quai des Carrières, en amont de l'écluse de Charenton.

## Localisation et vues photographiques

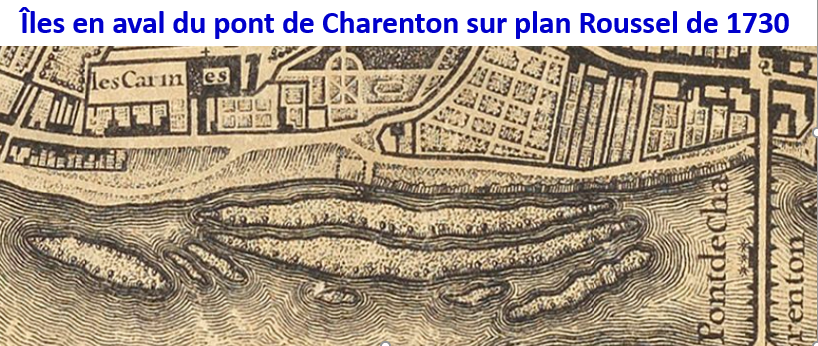
Îlots en aval du pont de Charenton en 1730.
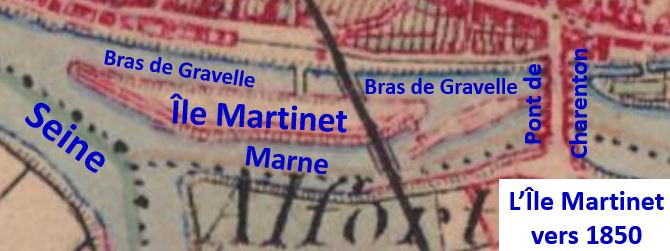
l’île Martinet vers 1850 avant le creusement du canal de Saint-Maurice.
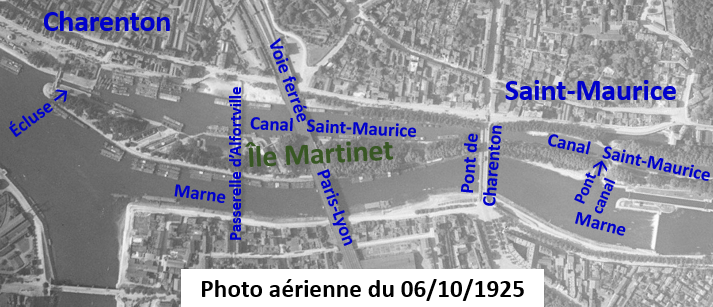
L’île Martinet sur photo aérienne de 1925 entre le canal de Saint-Maurice et la Marne.
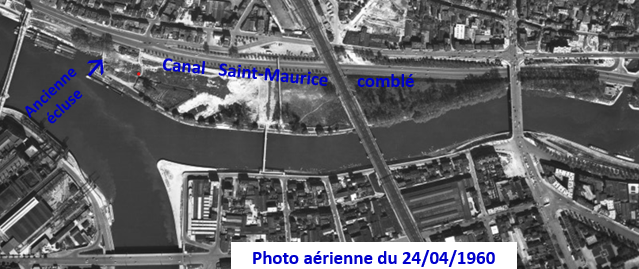
L’île Martinet sur photo aérienne de 1960  entre la Marne et la route à l’emplacement de Saint-Maurice remblayé.
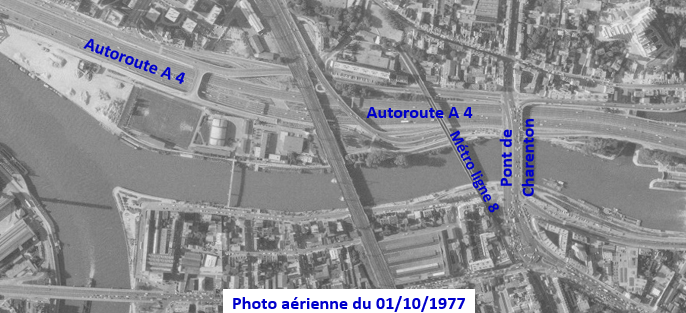
L’île Martinet sur photo aérienne de 1960  entre la Marne et l’autoroute A 4.

## L'île en 2021
L'ancienne île est reliée au reste de la commune de Charenton-le-Pont par le pont de l'île Martinet, qui enjambe l'autoroute  entre la voie de service VNF (zone de rencontre et piste cyclable) et qui a conservé le nom de chemin de l'ancienne écluse (dénommé également quai de Charenton), et le quai des Carrières et à Alfortville par la passerelle d'Alfortville. Elle est bordée au sud par le chemin de halage de la Marne qui se prolonge par l'allée du Moulin des Corbeaux à Saint-Maurice. Son territoire  héberge des équipements sportifs (stade Guérin et gymnase Tony Parker) et des installations de la SIAAP. 

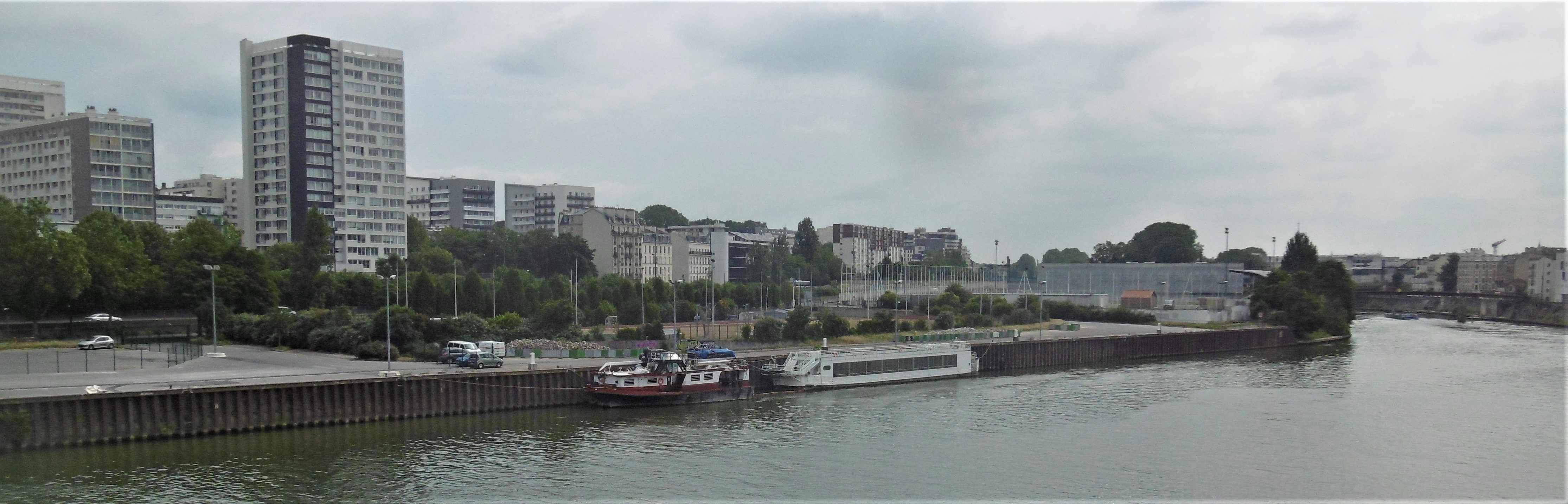
Île Martinet en 2021 vue de la passerelle d’Ivry-Charenton
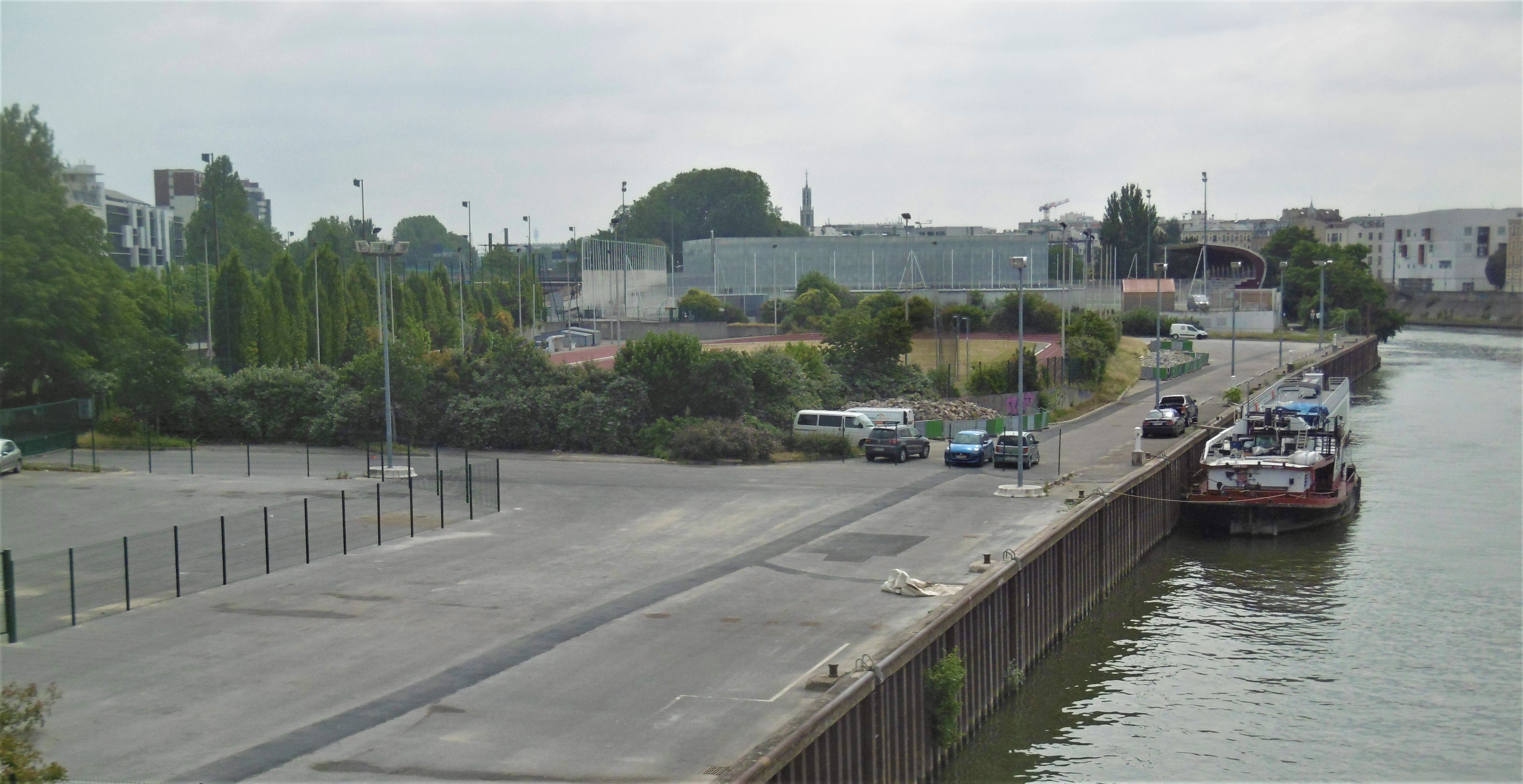
Île Martinet en 2021 vue vers l'amont